# 不能結婚的男人 (日本電視劇)
《不能結婚的男人》是日本關西電視台自2006年7月4日至9月19日每週二晚間播放的電視劇，由阿部寬主演。
第二季《還是不能結婚的男人》自2019年10月8日每週二播出，台灣由friDay影音於10月9日起每週三同步跟播，LiTV 線上影視同步上架。緯來日本台10月12日起每週六晚上10點播出。香港由Viu於10月9日起每週三同步跟播。

## 劇情簡介
本劇講述一位不擅與人交際、生活呆板的獨身主義建築師，一直聲稱自己「不是結不了婚，而是不想結婚」，因與三位個性迥異的女性結識，而漸漸令其生活態度產生改變。

## 劇集演員

### 主要演員
- 阿部寬 飾 桑野信介（40歲）→（53歲）（香港TVB配音：陳欣） / （香港NOW TV第1季配音：葉偉麟，第2季配音：楊耀泰）

建築設計師，獨立經營自己的建築事務所。昭和41年7月5日出生，星座為巨蟹座。居住在東京都目黑區南目黑1丁目24番2號。他在住宅設計方面通常都會獲得很高的評價，尤其非常擅長營造居家氛圍，強調以廚房為中心的建築設計方針，設計出的東西總給人溫暖的感覺。工作體面、穩定，收入豐厚，步入40歲卻仍然單身，雖然有著許多令人生厭的惡習，固執、偏執甚至刻薄，還有潔癖，但卻是眾人眼中的黃金單身漢。一心渴望塵埃落定，但至今沒有成功告別單身，便固執地認為自己不需要戀愛，更不需要婚姻。
- 塚本高史 飾 村上英治（25歲）→（38歲）（香港TVB配音：黃榮璋） / （香港NOW TV第2季配音：黃榮璋）

信介的助理，沙織的戀人。雖然私底下常常數落信介的怪脾氣跟怪僻，但在工作上非常尊敬信介，對信介的指示言聽計從，一直希望從信介身上學到各種各樣的東西。然而對信介固執獨斷的私生活卻不敢苟同，不贊成信介獨身主義的人生態度。感情及工作態度是認定目標就勇往直前的類型，與信介不同，戀愛方面非常執著，很怕女朋友沙織生氣。
- 草笛光子 飾 桑野育代（65歲）→（78歲）（香港TVB配音：袁淑珍） / （香港NOW TV第2季配音：梁瑞芬）

信介的母親，對於兒子的婚事很擔心，希望他早點結婚，所以多方為他尋找新娘人選。
- 尾美利德 飾 中川良雄（39歲）→（52歲）（香港TVB配音: 劉昭文） / （香港NOW TV第2季配音：周鑫霆）

中川醫院副院長兼信介的友人及妹夫。雖然被強勢的老婆管的死死的，但還是愛去酒店和夜店。
- 三浦理惠子 飾 中川圭子（香港TVB配音: 林元春） / （香港NOW TV第2季配音：王夢華）

信介的妹妹，良雄的妻子，家庭主婦。在夫妻關係的方面處於極度強勢，甚至會監看老公的手機。對母親孝順，常邀請母親和哥哥在家中聚會吃晚飯。

#### 第1季出場人物
- 夏川結衣 飾 早坂夏美（36歲）（香港TVB配音：陳凱婷） / 

信介的妹夫家族經營的中川醫院內科醫師。工作出色，性格獨立，曾經有過一次訂婚的經歷，對戀愛心存戒備。喜歡打柏青哥、看漫畫、喝茶、足按摩，對時尚流行不感冒，講求健康，所以每次去拉麵店都會點蔬菜拉麵。對信介的不慍不火反而讓好勝心強的信介燃起熊熊愛火。
- 國仲涼子 飾 田村滿（27歲）（香港TVB配音：鄭麗麗） / 

信介的鄰居，又稱小滿，TOYOTA汽車銷售部勤務。因為隔牆的噪音糾紛與信介不打不相識，三番救了腹痛的信介，兩人逐漸熟識。雖然最開始很討厭信介的自大和無理，但慢慢開始被他率直單純的個性吸引，最後因為信介在騷擾事件的挺身而出而對他産生了好感。
- 高島禮子 飾 澤崎摩耶（38歲）（香港TVB配音：黃麗芳） / 

建築事務所勤務，信介工作上的夥伴，由於和信介常年一起共事而有一種獨特的默契。相當了解信介的性格，由於信介怪癖的性格經常讓客戶吃不消，摩耶總能起到緩和作用。其實在工作上非常信賴信介，信介也十分依賴摩耶幫忙打理工作上的人際關係問題。
- さくら飾 吉川沙織（23歲）（香港TVB配音: 曾秀清） / 

建築事務所勤務，英治的戀人，在摩耶底下工作。
- SHEILA飾 西村千鶴（27歲）

田村滿的好友兼同事，跟小满一样想找一个有钱男朋友。
- 高知東生 飾 金田裕之（香港TVB配音：潘文柏） / 

建築設計師，座車是TOYOTA GT2000，另一經常出現的場景為信介也常去的酒吧，幾乎每次都會在此與女性約會，但每次的女伴都不同。是信介從質疑忌妒到崇拜推崇的對象。
- Kotsubu 飾 KEN（5歲）

小滿的寵物狗（巴哥犬），頗具人性，跟信介很合得來。

#### 第2季出場人物
- 吉田羊 飾 吉山圓（第2季配音：鄧潔麗）

吉山法律事務所的女律師。考了三次才考上（第4話）。40歲，單身。
因為桑野於第二季時發現網路上有個專門寫他壞話的部落格，在路上看到找到了吉山法律事務所的招牌，前往諮詢後兩人開始認識。英治知道後，事務所的工作上有相關法律問題也經常聯絡吉山律師。
吉山律師的母親一直希望吉山律師可以回長野縣繼承他們的家的律師事務所，但是因為布丁事件，吉山律師與母親關係不佳。
- 深川麻衣 飾 戶波早紀（第2季配音：楊樂瑤）

桑野住的高級公寓的隔壁鄰居(503號)。一開始都是帶大太陽眼鏡以及帶口罩的神祕女子，而後才知道是準備發展的女演員。曾經因為在家裡練習大聲練習劇本而被桑野誤會有殺人意圖。
自稱是前女子偶像，後來因為年紀漸大，便打算朝女演員轉型，便住在父親所有的公寓內。不擅長照顧動物，根據自述，過去曾經照顧過金魚，鸚鵡，烏龜等，但很快都死了。卻買下了桑野在寵物店注意再三的巴哥犬。
曾經在路上與桑野回公寓時，也是偶像藝人的前男友過來要求復合，當時桑野假扮是早紀的現任男友，而後卻被狗仔隊拍到。
一次桑野的母親因為家裡的房子裝修，但是又與圭子吵架，所以到了桑野的公寓想請求協助，卻巧遇早紀，因而認識。
- 稻森泉 飾 田中有希江（舊姓岡野）（第2季配音：鄭家蕙）

「BROWN CLOVER」咖啡廳的店長。也是吉山律師的客戶之一，曾經處理過有希江的離婚案件。因為桑野前往旁聽吉山律師替有希江辯護的審判，進而認識。而後桑野經常前往咖啡廳用餐。有希江與吉山律師的關係也相當良好，吉山律師也經常前往咖啡廳。咖啡廳也變成事務所的人經常聚會的場所。有希江與其他人不同，對桑野的態度較好，並認為桑野其實是個好人。
- 咲妃美優 飾 森山櫻子（第2季配音：楊婉潼）

住宅Produce會社的職員。與桑野・村上建築設計事務所經常有工作往來，但是不擅長應付桑野。
與英治為戀人關係，於第7話時，兩人即將結婚，但英治遲未與桑野宣布，因而催促英治儘快跟桑野通知。
- 阿南敦子 飾 澤村映子（第2季配音：黎皓宜）

桑野・村上建築設計事務所的會計負責人。自稱與其他職員不同，處於中立的立場，也不常與其他人聚餐。但有一次交友APP事件中，英治等人很好奇桑野去赴約的對象，映子提供了桑野去赴約的時間地點，讓英治等人得以去偷看。
- 奈緒 飾 横田詩織（第2季配音：黃穎誼）

桑野・村上建築設計事務所的助理之一。曾經在書店看到八卦雜誌上拍到桑野與早紀的照片，買回去事務所大肆宣傳。與英治及裕太等人關係較好，經常私下聚餐。
- 荒井敦史 飾 丸山裕太（第2季配音：鄧晟鈞）

桑野・村上建築設計事務所的助理之一。與英治及詩織關係良好，三人經常聚餐或是討論桑野的私事。
- 小野寺ずる 飾 山下香織（第2季配音：梁瑞芬）

吉山法律事務所的助理。
- 美音[2] 飾 太田留美（第2季配音：王夢華）

「BROWN CLOVER」咖啡廳的店員，在第1話時被桑野問咖啡豆的種類及原產地等問題，回答不出來，之後便開始認真學習。
- 平祐奈 飾 中川由實（第2季配音：黎皓宜）

信介的外甥女。

### 次要演員

#### 第1季其他人物
- SHEILA 飾 西村千鶴（小滿的同事）（香港TVB配音：張頌欣） / 
- 西丸優子 飾 小沢真理（中川醫院護士）（香港TVB配音：黎桂芳） / 
- 高松郁 飾 江森和美（中川醫院護士）（香港TVB配音: 謝潔貞） / 
- 平岡映美 飾 中川ゆみ（中川的女兒）（香港TVB配音：何璐怡） / 
- 立花彩野 飾 木崎（便利店店員）（香港TVB配音：林雅婷） / 
- 西尾浩行 飾 錄像帶出租店店員（香港TVB配音: 劉昭文） / 
- 長岡尚彥 飾 酒吧酒保（香港TVB配音：黎景全） / 
- 松井涼子 飾 牛排西餐店店員（香港TVB配音: 陸惠玲） / 
- 不破萬作 飾 工地工頭（香港TVB配音：林保全） / 

#### 第2季其他人物
- 不破万作 飾 工頭

負責建造桑野設計的房屋的工頭，但是因為經常未告知而擅自更改桑野的設計，被桑野發現後常常爭吵。桑野被八卦雜誌拍攝後，也被工頭恥笑過。

### 客串出場

#### 第1季出場人物
第一話
- 遊井亮子 飾 Party上的女子

第四話
- 加賀美早紀 飾 小林雅子（旅遊巴士導遊）

第六話
- 乃木涼介 飾 八木（大坂燒道頓堀老闆）
- 白井晃 飾 結城（有名插畫家）

第七話
- 龍雷太 飾 早坂康雄（夏美的父親）

第九話
- 三津谷葉子 飾 長沢由紀（夜店正妹）
- 岸博之 飾 夏美的相親對象
- 中谷龍 飾 小滿聯誼的胖男
- 辰巳智秋 飾 小滿聯誼的瘦男
- 富家規政 飾 山下拓郎（挖角摩耶的獵頭）

第11話
- 小須田康人 飾 小區警察
- 永山毅 飾 鬼屋木乃伊男
- 葛木英 飾 鬼屋雪女

### 金田女友（第1季）
- 第一話：蒲生麻由
- 第二話：白石亞沙子
- 第三話：下村真理
- 第四話：浦のどか
- 第六話：SHEILA
- 第七話：福井裕佳梨
- 第八話：大城美和
- 第九話：吉原夏紀
- 第十話：清水響美
- 第11話：片岡明日香
- 最終話：關根綾佳

## 每集特色

### 第1季

#### 夏美和小滿看的漫畫
第一話
- 夏美：手塚治虫「怪醫黑傑克」

第二話
- 夏美：手塚治虫「怪醫黑傑克」

第四話
- 夏美：手塚治虫「怪醫黑傑克」

第五話
- 小滿：井上博和「小綠的日子」

第六話
- 夏美：星野之宣「2001夜物語」
- 夏美：手塚治虫「火鳥」
- 小滿：大林きの子「王家新娘」（虛構作品，借鑑原作是細川智榮子的「尼羅河女兒」）

第九話
- 小滿：篠原千繪「闇河魅影」
- 夏美：山川直人「咖啡再一杯」
- 夏美：齋藤隆夫「Golgo13」

第十一話
- 小滿：篠原千繪「闇河魅影」
- 夏美：石之森章太郎「機器人009」
- 夏美：伊月慶悟「天醫無縫」

#### 信介聽的音樂
第一話
- 馬勒第五交響曲第五樂章
- 蕭士塔高維契第五交響曲第四樂章

第二話
- 蕭士塔高維契第五交響曲第四樂章

第三話
- 華格納「紐倫堡的名歌手」第一幕前奏曲

第四話
- 舒伯特「魔王」

第五話
- 舒伯特「Ave Maria」
- 布魯克納第五交響曲

第六話
- 艾爾加進行曲「威風凜凜」第一章

第七話
- 史麥塔納連作交響詩「我的祖國」之「Vltava」篇

第八話
- 馬勒第五交響曲第三樂章
- 莫札特第四十一交響曲第一樂章「Jupiter」

第九話
- 穆索斯基（拉威爾改編成管弦樂組曲）「展覽會之畫」之「Promenade」篇

第十話
- 羅西尼「塞維利亞的理髮師」

第11話
- 德弗札克E小調第九交響曲「新世界」

最終話
- 普契尼「Gianni Schicchi」中詠歎調「我親愛的爸爸」
- 小約翰·史特勞斯「皇帝圓舞曲」
- 貝多芬第七交響曲第一樂章

#### 金田的網站更新
- 第一話：承包了田園調布K先生別墅的設計
- 第二話：稍微去了一下巴黎
- 第三話：在米蘭買了帽子
- 第四話：這個週六稍微去札幌吃了一下拉麵
- 第五話：那小子果然沒在做正經事
- 第六話：昨日在橫濱吃了燒賣
- 第七話：在常去的酒吧稍微嘗試了新的雞尾酒
- 第八話：我去了趟Party
- 第九話：前幾天，稍微去卡啦OK盡情歡唱了一下
- 第十話：最近有點迷上了保齡球
- 第11話：這個星期天去了夏威夷一下
- 最終話：這個星期天交了個好朋友

## 主題曲
第1季
- 小事樂團《小黑魚》

## 收視率
第1季
| 集数                                                      | 播放日期      | 中文副題                 | 日文副題 | 收視率 |
| --------------------------------------------------------- | ------------- | ------------------------ | -------- | ------ |
| 第一集                                                    | 2006年7月04日 | 獨身不可以嗎！           |          | 20.2％ |
| 第二集                                                    | 2006年7月11日 | 愛吃肉不可以嗎！         |          | 14.4％ |
| 第三集                                                    | 2006年7月18日 | 花錢不可以嗎！           |          | 15.9％ |
| 第四集                                                    | 2006年7月25日 | 一個人的假日不可以嗎！   |          | 16.5％ |
| 第五集                                                    | 2006年8月01日 | 不許進我家不可以嗎！     |          | 15.1％ |
| 第六集                                                    | 2006年8月08日 | 不谙人情不可以嗎！       |          | 14.4％ |
| 第七集                                                    | 2006年8月15日 | 不善和親戚交往不可以嗎！ |          | 15.3％ |
| 第八集                                                    | 2006年8月22日 | 討厭養狗不可以嗎！       |          | 14.6％ |
| 第九集                                                    | 2006年8月29日 | 有女友不可以嗎！         |          | 18.0％ |
| 第十集                                                    | 2006年9月05日 | 不懂女人心不可以嗎！     |          | 17.6％ |
| 第11集                                                    | 2006年9月12日 | 討厭花圖案不可以嗎！     |          | 19.2％ |
| 最終集                                                    | 2006年9月19日 | 想要幸福不可以嗎？       |          | 22.0％ |
| 平均收視率16.93％（關東地區收視率，由Video Research調查） |               |                          |          |        |

第2季
| 集数                                                     | 播放日期       | 中文副題                     | 日文副題                         | 收视率 |
| -------------------------------------------------------- | -------------- | ---------------------------- | -------------------------------- | ------ |
| 第1話                                                    | 2019年10月08日 | 一如既往地喜歡獨處不可以嗎！ | 相変わらず一人が好きで悪いか!!   | 11.5%  |
| 第2話                                                    | 2019年10月15日 | 用交友APP識人不可以嗎！      | 婚活アプリで出会って悪いか!!     | 07.7%  |
| 第3話                                                    | 2019年10月22日 | 和年輕女演員傳緋聞不可以嗎！ | 若い女優とウワサになって悪いか!! | 10.0%  |
| 第4話                                                    | 2019年10月29日 | 和媽媽吵架不可以嗎！         | 母親とケンカして悪いか!!         | 09.5%  |
| 第5話                                                    | 2019年11月05日 | 向神祈願不可以嗎！           | 神様にお願い事して悪いか!!       | 10.0%  |
| 第6話                                                    | 2019年11月12日 | 通過外貌判斷人不可以嗎！     | 見た目で判断して悪いか!!         | 08.9%  |
| 第7話                                                    | 2019年11月19日 | 喜歡咖啡館不可以嗎！         | カフェが好きで悪いか!!           | 08.5%  |
| 第8話                                                    | 2019年11月26日 | 不慶賀婚姻不可以嗎！         | 結婚を祝わなくて悪いか!!         | 08.6%  |
| 第9話                                                    | 2019年12月03日 | 作人直率不可以嗎！           | 偏屈男が素直になって悪いか!!     | 09.0%  |
| 第10話                                                   | 2019年12月10日 | 想獲得幸福不可以嗎！         | 幸せになりたくて悪いか!!         | 09.7%  |
| 平均收視率9.34％（關東地區收視率，由Video Research調查） |                |                              |                                  |        |

## 獎項
- 第50回日劇學院賞作品賞

讀者投票第二名
記者投票第一名
評審投票第一名
- 第50回日劇學院賞主演男優賞：阿部寬

讀者投票第二名
記者投票第一名
評審投票第一名
- 第50回日劇學院賞助演女優賞：夏川結衣

讀者投票第二名
記者投票第一名
評審投票第二名
- 第50回日劇學院賞劇本賞：尾崎將也（日语：尾崎将也）
- 第50回日劇學院賞導演賞：三宅喜重、小松隆志、植田尚
- 第50回日劇學院賞電視週刊特別賞：Kotsubu

## 節目變遷
| 日本 關西電視台・富士電視台 週二晚間十點連續劇 | 日本 關西電視台・富士電視台 週二晚間十點連續劇 | 日本 關西電視台・富士電視台 週二晚間十點連續劇 |
| ---------------------------------------------- | ---------------------------------------------- | ---------------------------------------------- |
|                                                | 熟男不結婚 （2006.07.04 - 2006.09.19）         |                                                |
| 愛上恐龍妹 （2006.04.11 - 2006.06.27）         | 我的人生路 （2006.10.10 - 2006.12.19）         |                                                |
| 日本 關西電視台・富士電視台 週二晚間九點連續劇 |                                                |                                                |
| TWO WEEKS （2019.07.16 - 2019.09.17            | 還是不能結婚的男人 （2019.10.08 - 2019.12.10） | 10的秘密 （2020.01.14 - 2020.03.17）           |

| 香港 香港無綫電視明珠台 星期一晚九時半         | 香港 香港無綫電視明珠台 星期一晚九時半                         | 香港 香港無綫電視明珠台 星期一晚九時半 |
| ---------------------------------------------- | -------------------------------------------------------------- | -------------------------------------- |
|                                                | 不能結婚的男人（He Who Can't Marry） （2007.01.29 - 2007.04.23） |                                        |
| 飆風引擎（Engine） （2006.11.13 - 2007.01.22） | 輪舞曲（Rondo） （2007.04.30 - 2007.07.16）                    |                                        |

| 中国 上海电视台电视剧频道 星期一至五中午十二点-十九点 | 中国 上海电视台电视剧频道 星期一至五中午十二点-十九点 | 中国 上海电视台电视剧频道 星期一至五中午十二点-十九点 |
| ----------------------------------------------------- | ----------------------------------------------------- | ----------------------------------------------------- |
|                                                       | 不能結婚的男人- （2010.07.17 - 2010.07.18）             |                                                       |
| （ - 2010.7.16）                                      | 外职员 （2010.07.18 - 2010.07.19）                    |                                                       |

| 香港 Now香港台 星期一至五 21:30-22:30 | 香港 Now香港台 星期一至五 21:30-22:30    | 香港 Now香港台 星期一至五 21:30-22:30 |
| ------------------------------------- | ---------------------------------------- | ------------------------------------- |
|                                       | 不能結婚男人 （2013.09.03 - 2013.09.18） |                                       |
| 庶務二課 （2013.08.16 - 2013.09.02）  | 跳躍大搜查線 （2013.09.19 - 2013.10.03）   |                                       |

| 臺灣 緯來日本台 星期六 22:00-23:00                | 臺灣 緯來日本台 星期六 22:00-23:00                                                               | 臺灣 緯來日本台 星期六 22:00-23:00                                         |
| ------------------------------------------------- | ------------------------------------------------------------------------------------------------ | -------------------------------------------------------------------------- |
|                                                   | 熟男還不結婚 （2019.10.12 - ）                                                                     |                                                                            |
| 女王的天堂餐廳                                      | —                                                                                                |                                                                            |
| 臺灣 緯來日本台 每週一至五 21:00-22:00            |                                                                                                  |                                                                            |
| 漫畫出版小姐 （重播） （2021.08.30 - 2021.09.10） | 熟男不結婚 （重播） （2021.09.13 - 2021.09.30）熟男還不結婚 （重播） （2021.10.01 - 2021.10.15） | 家族募集中 （2021.10.18 - 2021.10.28）                                     |
| 救命119 （2025.05.16 - 2025.06.02）               | 熟男不結婚1 （重播） （2025.06.03 - 2025.06.18）熟男不結婚2 （重播） （2025.06.19 - 2025.07.02） | 繼母與女兒的藍調（女強人小媽）+特別篇 （重播） （2025.07.03 - 2025.07.25） |

## 外部連結
- 結婚できない男，存于 - 関西テレビ
- 結婚できない男 （页面存档备份，存于） - カンテレドーガ
- 結婚できない男 （页面存档备份，存于） - フジテレビ
- 結婚できない男 （页面存档备份，存于） - FOD
- まだ結婚できない男 （页面存档备份，存于） - カンテレ
  - 【公式】『まだ結婚できない男』的X（前Twitter）
- まだ結婚できない男 （页面存档备份，存于） - カンテレドーガ
- まだ結婚できない男 （页面存档备份，存于） - フジテレビ
- まだ結婚できない男 （页面存档备份，存于） - FOD
- ドラマ「まだ結婚できない男」特集（本編・チェインストーリー） （页面存档备份，存于） - GYAO!
- 桑野信介のお気に入りクラシック曲 （页面存档备份，存于） - ユニバーサルミュージック
- 《熟男結婚》台灣官網 （页面存档备份，存于）（緯來日本台）
- 《熟男還結婚》台灣官網 （页面存档备份，存于）（緯來日本台）